# خوان ایگلسیاس
خوان ایگلسیاس (انگلیسی: Juan Iglesias؛ زادهٔ ۳ ژوئیهٔ ۱۹۹۸) بازیکن فوتبال اهل اسپانیا است.